# Wereld Universiteitskampioenschappen schaatsen 2018
De Wereld Universiteitskampioenschappen schaatsen 2018 (4th World University Speed Skating Championships) was een langebaanschaatstoernooi georganiseerd door de International University Sports Federation (FISU). Het toernooi werd van 22 tot en met 25 maart 2018 verreden in de Minsk Arena in Wit-Rusland.
Het toernooi is een onderdeel van allerlei losse universiteitswedstrijden, die samen de Wereld Universiteitskampioenschappen vormen.

## Podia

### Mannen
| Afstand              | Goud               | Zilver             | Brons               |
| -------------------- | ------------------ | ------------------ | ------------------- |
| 500m                 | Tatsuya Shinhama   | Ihnat Halavatsjoek | Artyom Krikunov     |
| 1000m                | Tatsuya Shinhama   | Ihnat Halavatsjoek | Daniil Bobyr        |
| 1500m                | Ivan Arzhanikov    | Viktor Lobas       | Demjan Gavrilov     |
| 5000m                | Davide Ghiotto     | Michele Malfatti   | Dmitri Morozov      |
| 10000m               | Davide Ghiotto     | Michele Malfatti   | Aliaksei Kirpichnik |
| Massastart           | Ihnat Halavatsjoek | Marcin Bachanek    | Jeroen Janissen     |
| Teamsprint           | Rusland            | Polen              | Kazachstan          |
| Ploegenachtervolging | Italië             | Kazachstan         | Nederland           |

### Vrouwen
| Afstand              | Goud                | Zilver          | Brons            |
| -------------------- | ------------------- | --------------- | ---------------- |
| 500m                 | Miku Asano          | Rio Yamada      | Kaja Ziomek      |
| 1000m                | Rio Yamada          | Miku Asano      | Andżelika Wójcik |
| 1500m                | Rio Yamada          | Jelena Jeranina | Paulien Verhaar  |
| 3000m                | Magdalena Czyszczoń | Paulien Verhaar | Jelena Jeranina  |
| 5000m                | Magdalena Czyszczoń | Paulien Verhaar | Gloria Malfatti  |
| Massastart           | Magdalena Czyszczoń | Gloria Malfatti | Andżelika Wójcik |
| Teamsprint           | Rusland             | Polen           | Nederland        |
| Ploegenachtervolging | Nederland           | Rusland         | China            |